# Воронько Олег Євгенійович
Олег Євгенійович (Євгенович) Воронько (нар. 15 травня 1974, м. Світловодськ, Кіровоградська область) — український ІТ-підприємець, політик, народний депутат України 9-го скликання.

## Життєпис
Олег Воронько народився 15 травня 1974 року в місті Світловодськ, що знаходиться в Кіровоградської області.

## Освіта
Він закінчив Вищу школу управління охороною праці в Катовицях (Польща) (University of Occupational Safety Management in Katowice, WSZOP) за спеціальністю «Управління проектами», факультет менеджменту Національної металургійної академії України. Випускник факультету технології високомолекулярних сполук Дніпропетровського хіміко-технологічного інституту.

Воронько займається реалізацією проєктів в ІТ-сфері: управлінням бізнес проєктами, розповсюдженням програмних продуктів, цифрових терміналів, фото і контент кіосків, розробляє технологію захисту цифрової техніки та електроніки від пошкоджень під час падіння. Засновник «Інстант Фудс Груп» і ТОВ «Агротрейд груп».

## Політична діяльність
Був обраний народним депутатом від партії «Слуга народу» на парламентських виборах у 2019 році (виборчий округ № 103, м. Олександрія, Долинський, Олександрійський, Петрівський, Устинівський райони).
Станом на листопад 2019 року Олег Воронько є членом Комітету Верховної Ради з питань фінансів, податкової та митної політики та членом Української частини Парламентської асамблеї України і Республіки Польща.
Керівник групи з міжпарламентських зв'язків з Республікою Куба.

## Статки
За розміром доходів у декларації (129 млн грн у 2020 році) був найбагатшим депутатом, із тих, які отримували компенсацію за житло.
За 2019 рік задекларував готівки на 123,6 мільйонів гривень

## Скандали
В лютому 2023 року вніс до Верховної Ради законопроект про податкову пільгу для депозитів на суму менше 600 тис. гривень. Законопроект був негативно сприйнятий юристами, експертами та банкирами оскільки запроваджує дискримінаційну норму відносно родичів першого та другого рівня спорідненності: якщо хтось з братів, сестер, батьків, дітей, дідів та онуків вже має цю льготу то людина не може її отримати. Крім того збір інформації про кошти родичів розміщенні у банках призведе до розкриття банківської таємниці, а можливо і військової таємниці якщо хтось з родичиві є військовослужбовцем.